# نيكولاس جونز
نيكولاس جونز (بالإنجليزية: Nicholas Jones)‏ هو ممثل بريطاني، ولد في 3 أبريل 1946 بلندن في المملكة المتحدة.

## أعمال

### أفلام
- (2004) فانيتى فير[4][5]
- (2011) المرأة الحديدية[6]
- (2014) السيد تيرنر[7][8]
- (2017) الساعة الأكثر ظلمة[9]

## وصلات خارجية
- نيكولاس جونز على موقع IMDb (الإنجليزية)
- نيكولاس جونز على موقع ألو سيني (الفرنسية)
- نيكولاس جونز على موقع أول موفي (الإنجليزية)
- نيكولاس جونز على موقع قاعدة بيانات الأفلام السويدية (السويدية)
- نيكولاس جونز على موقع قاعدة بيانات الفيلم (الإنجليزية)
- نيكولاس جونز على موقع كينوبويسك (الروسية)